# Raúl Leguías
Raúl Leguías Ávila, né le 9 octobre 1981 à Colón au Panama, est un footballeur international nicaraguayen, qui évolue au poste d'attaquant. 
Il compte 17 sélections et 6 buts en équipe nationale depuis 2011. Il joue actuellement pour le club costaricien du Puma Generaleña.

## Biographie

### Carrière internationale
Raúl Leguías est convoqué pour la première fois par le sélectionneur national Enrique Llena pour un match de la Coupe UNCAF 2011 contre le Panama le 16 janvier 2011 (défaite 2-0). Par la suite, le 26 mai 2011, il inscrit son premier but en sélection face à Cuba, lors d'un match amical (1-1). 
Il dispute deux Coupes UNCAF en 2011 et 2013.
Il compte 17 sélections et 6 buts avec l'équipe du Nicaragua depuis 2011.

## Statistiques

### Buts en sélection
Le tableau suivant liste les résultats de tous les buts inscrits par Raúl Leguías avec l'équipe du Nicaragua.